# James Keteltas Hackett
James Keteltas Hackett (Ontario, 6 settembre 1869 – Parigi, 8 novembre 1926) è stato un attore teatrale statunitense Lavorò anche nel cinema, interpretando tre film e dirigendone uno.

## Biografia
Figlio di Clara C. e di James Henry Hackett (1800-1871), un famoso attore teatrale e celebrato Falstaff, nacque in Canada, nell'Ontario, il 6 settembre 1869.

## Filmografia

### Attore
- The Prisoner of Zenda, regia di Hugh Ford e Edwin S. Porter (1913)
- Ashes of Love, regia di Ivan Abramson (1918)
- The Greater Sinner